# Società Polisportiva Ars et Labor 1990-1991
Questa pagina raccoglie le informazioni riguardanti la Società Polisportiva Ars et Labor nelle competizioni ufficiali della stagione 1990-1991.

## Stagione
La stagione 1990-1991 per la SPAL è tormentata e gioiosa. La società passa a Giovanni Donigaglia, presidente della Cooperativa Costruttori di Argenta, colosso cooperativistico a livello nazionale. Giusto Lodi è il nuovo direttore sportivo, nuovo allenatore il siciliano Paolo Lombardo. In campo torna Massimo Albiero, arrivano pilastri delle stagioni a venire quali Davide Torchia e Massimo Mezzini, gregari come Stefano Papiri e Massimo Improta, il talentuoso Fabio Lucidi. La città di Ferrara è impaziente di tornare in categorie più consone alla propria storia e il nuovo presidente Donigaglia ha l'imperativo di vincere.
Lombardo ci prova, ma la squadra ha alti e bassi. L'allenatore viene esonerato inaspettatamente il 3 febbraio dopo la vittoriosa trasferta di Treviso e sostituito con lo stimatissimo G.B. Fabbri: nuova ventata di entusiasmo, bel calcio e risalita in classifica. Il finale di campionato è contrassegnato da cinque vittorie di fila, compresa la vittoria per 3-0 sulla capolista Palazzolo, che portano allo spareggio di Verona contro la Solbiatese, per ottenere quel secondo posto che significherebbe ritorno in Serie C1. Diecimila tifosi spallini seguono la squadra sugli spalti del Bentegodi, spingendo i biancazzurri alla vittoria firmata da Albiero su rigore.

## Rosa
| N. |                   | Ruolo | Calciatore         |
| -- | ----------------- | ----- | ------------------ |
|    | Italia (bandiera) | D     | Massimo Albiero    |
|    | Italia (bandiera) | D     | Marcello Benini    |
|    | Italia (bandiera) | C     | Giuseppe Brescia   |
|    | Italia (bandiera) | D     | Gianluca Dall'Orso |
|    | Italia (bandiera) | C     | Luigino Dal Prà    |
|    | Italia (bandiera) | D     | Franco Fabbri      |
|    | Italia (bandiera) | C     | Riccardo Ghedini   |
|    | Italia (bandiera) | C     | Massimo Improta    |
|    | Italia (bandiera) | A     | Roberto Labardi    |
|    | Italia (bandiera) | A     | Fabio Lucidi       |

| N. |                   | Ruolo | Calciatore         |
| -- | ----------------- | ----- | ------------------ |
|    | Italia (bandiera) | D     | Fabio Mastrocinque |
|    | Italia (bandiera) | A     | Massimo Mezzini    |
|    | Italia (bandiera) | C     | Stefano Papiri     |
|    | Italia (bandiera) | D     | Michele Paramatti  |
|    | Italia (bandiera) | D     | Stefano Primizio   |
|    | Italia (bandiera) | C     | Salvatore Profumo  |
|    | Italia (bandiera) | C     | Giovanni Rallo     |
|    | Italia (bandiera) | D     | Cristian Servidei  |
|    | Italia (bandiera) | P     | Davide Torchia     |
|    | Italia (bandiera) | D     | Emanuele Tresoldi  |

## Risultati

### Serie C2 (girone B)

#### Girone di andata
| Arbitro: | Nepi (Ascoli Piceno) |

|             |           |  |
| Profumo 84’ | Marcatori |  |

| Arbitro: | Tombolini (Ancona) |

|               |           |             |
| Cardinali 71’ | Marcatori | 59’ Mezzini |

| Arbitro: | Schellino (Biella) |

|                                       |           |  |
| Gilardi 32’ (aut.) Mezzini 71’ (rig.) | Marcatori |  |

| Arbitro: | Destro (Novi Ligure) |

|            |           |             |
| Spezia 78’ | Marcatori | 89’ Profumo |

| Arbitro: | Pellegrino (Barcellona Pozzo di Gotto) |

|             |           |  |
| Mezzini 63’ | Marcatori |  |

| Arbitro: | Lana (Torino) |

|              |           |  |
| Pedretti 44’ | Marcatori |  |

| Arbitro: | Bertocci (Genova) |

|             |           |  |
| Mezzini 20’ | Marcatori |  |

| Arbitro: | Arena (Ercolano) |

|                            |           |  |
| Tamagnini 36’ Perlotto 58’ | Marcatori |  |

| Arbitro: | Conocchiari (Macerata) |

|             |           |  |
| Labardi 74’ | Marcatori |  |

| Pieve di Soligo 25 novembre 1990 10ª giornata | Pievigina        | 0 – 0 | SPAL | Stadio Comunale\| Arbitro: \| Paterna (Teramo) \| |
| Arbitro:                                      | Paterna (Teramo) |       |      |                                                   |

| Arbitro: | Collina (Viareggio) |

|                       |           |  |
| Garlini 66’ Zanni 86’ | Marcatori |  |

| Arbitro: | Capovilla (Verona) |

|            |           |            |
| Fabbri 58’ | Marcatori | 22’ Protti |

| Arbitro: | Canzonieri (Roma) |

|           |           |                    |
| Sambo 86’ | Marcatori | 40’ (rig.) Profumo |

| Ferrara 30 dicembre 1990 14ª giornata | SPAL                | 0 – 0 | Pergocrema | Stadio Paolo Mazza\| Arbitro: \| Genovese (Avellino) \| |
| Arbitro:                              | Genovese (Avellino) |       |            |                                                         |

| Arbitro: | Salerno (Acireale) |

|             |           |  |
| Brescia 74’ | Marcatori |  |

| Arbitro: | Bancale (Latina) |

|                              |           |                        |
| Imberti 54’ Turrini 61’, 87’ | Marcatori | 26’ Albiero 80’ Fabbri |

| Arbitro: | Ciambotti (Empoli) |

|                  |           |                   |
| Labardi 13’, 83’ | Marcatori | 15’ Mastrolonardo |

#### Girone di ritorno
| Arbitro: | Pacifici (Roma) |

|  |           |             |
|  | Marcatori | 52’ Labardi |

| Arbitro: | Pisacreta (Salerno) |

|                              |           |                           |
| Profumo 15’ Labardi 24’, 78’ | Marcatori | 79’ Remondina 80’ Viviani |

| Arbitro: | Rausa (Cosenza) |

|  |           |                         |
|  | Marcatori | 39’ Profumo 61’ Labardi |

| Arbitro: | Scotton (Bassano del Grappa) |

|                    |           |           |
| Albiero 20’ (rig.) | Marcatori | 8’ Spezia |

| Arbitro: | Rossi (Rovigo) |

|                            |           |             |
| Marchetti 73’ Caterino 90’ | Marcatori | 15’ Mezzini |

| Arbitro: | Baldas (Trieste) |

|                         |           |              |
| Albiero 48’ Mezzini 76’ | Marcatori | 35’ Calamita |

| Arbitro: | Brignoccoli (Ancona) |

|            |           |               |
| Belotti 7’ | Marcatori | 36’ Paramatti |

| Arbitro: | Bonfrisco (Monza) |

|                    |           |             |
| Albiero 76’ (rig.) | Marcatori | 69’ Piccoli |

| Arbitro: | Dinelli (Lucca) |

|                               |           |                        |
| Gubellini 1’, 11’ Mautone 29’ | Marcatori | 55’ Mezzini 63’ Lucidi |

| Arbitro: | Ambrosio (Como) |

|                        |           |  |
| Fabbri 22’ Labardi 35’ | Marcatori |  |

| Arbitro: | Racalbuto (Gallarate) |

|  |           |              |
|  | Marcatori | 79’ Lombardi |

| Arbitro: | Bizzotto (Castelfranco Veneto) |

|                          |           |                         |
| Giacalone 15’ Protti 59’ | Marcatori | 14’ Brescia 32’ Profumo |

| Arbitro: | Giove (Bari) |

|             |           |  |
| Brescia 81’ | Marcatori |  |

| Arbitro: | Lelli (Grosseto) |

|                                     |           |                                                  |
| Polidori 63’ Battistella 80’ (rig.) | Marcatori | 5’ Labardi 11’ Brescia 27’ Paramatti 51’ Mezzini |

| Arbitro: | Cavanna (Roma) |

|  |           |                         |
|  | Marcatori | 52’ Profumo 69’ Labardi |

| Arbitro: | Ercolino (Cassino) |

|                                   |           |  |
| Papiri 11’ Brescia 39’ Lucidi 80’ | Marcatori |  |

| Arbitro: | De Prisco (Nocera Inferiore) |

|  |           |             |
|  | Marcatori | 12’ Mezzini |

#### Spareggio promozione
| Arbitro: | Brignoccoli (Ancona) |

|                    |           |  |
| Albiero 83’ (rig.) | Marcatori |  |